# Zdeněk Hrubý
Zdeněk Hrubý (ur. 9 sierpnia 1956 w Uherskim Hradišciu, zm. tragicznie 8 sierpnia 2013 w Karakorum) – czeski wspinacz, cybernetyk, ekonomista i menedżer.

## Himalaista
W latach 1994–2012 zdobył osiem ośmiotysięczników i był jednym z najwybitniejszych czeskich wspinaczy wysokogórskich. W 2004 został nagrodzony za udział w wejściu na Sziszapangma w stylu alpejskim drogą McIntyre'a. Inną nagrodę za osiągnięcie roku otrzymał w 2006 za udział w przejściu Antarktydy z późniejszym wejściem na Mount Vinson.
Wiosną 2008 roku na stokach Dhaulagiri, w środkowej fazie wyprawy, między obozami I (5900 m) i II (6600 m), Hrubý i Radek Jaroš udzielili pomocy w sprowadzaniu dwójki chorych Polaków: Artura Hajzera i Roberta Szymczaka, którzy dzięki nim wrócili do bazy we względnie dobrej formie. Za uratowanie Polaków i Hiszpana na Dhaulagiri, wraz z Jarošem, otrzymał nagrodę fair play. Brał udział w wielu innych wyprawach. Na Mount Everest dotarł do wysokości 8650 m, na K2 – do wysokości 8000 m, na Kanczendzondze – do 8100 m. Próbował wejść również na Makalu i Nanga Parbat. Często wspinał się z Radkem Jarošem, a w ostatnich latach jego głównym partnerem został Marek Holeček. Razem usiłowali jako pierwsi wejść południowo-zachodnią ścianą na Gaszerbrum I, ale Hrubý musiał zrezygnować z powodu problemów zdrowotnych. W 2011 próbował pierwszego wejścia południową ścianą Nanga Parbat. Na szczyt, z powodu poranionych rąk Hrubego, udał się sam Holeček, ale jego osiągnięcie uniemożliwiła mu zła pogoda. W 2012 roku powrócił na Nanga Parbat i udało mu się wspiąć się na szczyt drogą Kinshofera w trudnych warunkach, za co został uhonorowany przez Czeski Związek Alpinistyczny.
Zginął tragicznie na początku sierpnia roku 2013 w Karakorum podczas wyprawy, w której razem z Markiem Holečkem po raz drugi bezskutecznie starali się dokonać pierwszego wejścia południowo-zachodnią ścianą na Gaszerbrum I. Podczas zejścia popełnił błąd techniczny, poślizgnął się i spadł kilkaset metrów. Został pochowany w szczelinie lodowca.

## Życie osobiste i zawodowe
Zdeněk Hrubý był żonaty i miał dwoje dzieci.
Ukończył cybernetykę na praskiej politechnice, a następnie studiował ekonomię w Niemczech i Anglii. Był działaczem sportowym, członkiem klubu podróżników. W roku 2009 został wybrany przewodniczącym Czeskiego Związku Alpinistycznego. Pracował również na innych stanowiskach w organach sportowych, m.in. współdecydował o zagospodarowaniu majątku po upadłości czeskiego operatora gier liczbowych i zakładów bukmacherskich SAZKA i o problemach finansowych Czeskiego Związku Wychowania Fizycznego i Sportu.
Po aksamitnej rewolucji był zastępcą wicepremiera rządu i ministra finansów Bogusława Sobotki. Był przewodniczącym rady nadzorczej koncernu energetycznego ČEZ, członkiem prezydium Funduszu Majątku Narodowego, który reprezentował w radach nadzorczych m.in. czeskiej telekomunikacji i czeskich linii lotniczych.
Był znany kręgach akademickich. Współpracował przy projektach z uniwersytetami w Oxfordzie, Cambridge i na Harvardzie. Tragiczna śmierć przerwała jego pracę w charakterze profesora wizytującego w Australijskim Uniwersytecie Narodowym.

## Udane wejścia na ośmiotysięczniki i inne wysokie góry
- 1994 Czo Oju (8201 m)
- 1997 Gaszerbrum I (8068 m)
- 1997 Gaszerbrum II (8035 m)
- 1999 Lhotse (8516 m)
- 2004 Sziszapangma (8013 m)
- 2007 Broad Peak (8047 m)
- 2008 Dhaulagiri (8167 m)
- 2012 Nanga Parbat (8125 m) – wspinaczka na szczyt drogą Kinshofera na flance Diamir w ramach aklimatyzacji przed zaplanowanym, ale nieskutecznym, pierwszym wejściem flanką Rupal
- 2013 Talung (7349 m) – pierwsze wejście w stylu alpejskim z Markiem Holečkem[10]

## Publikacje
- Kam dolétne sokol: texty z výprav k horám Himaláje a Karákóramu; Zdeněk Hrubý; Boris Hlaváček; Marek Holeček; Radek Jaroš; Jiří Novák, ASA, Praha 2015, ISBN 978-80-87353-07-3, EAN: 9788087353073